# الحرف (العدين)

تعديل مصدري - تعديل

الحرف محلة تابعة لقرية المثاير، التابعة لعزلة جبل بحري بمديرية العدين إحدى مديريات محافظة إب في الجمهورية اليمنية.، بلغ تعداد سكانها 141 حسب تعداد اليمن لعام 2004.